# (5384) Changjiangcun
(5384) Changjiangcun es un asteroide que forma parte del cinturón interior de asteroides, descubierto el 11 de noviembre de 1957 por Zhang Jiaxiang desde el Observatorio de la Montaña Púrpura, Nankín (China).

## Designación y nombre
Designado provisionalmente como 1957 VA. Fue nombrado Changjiangcun en homenaje al pueblo chino de Changjiangcun, ubicado en el puerto de la ciudad de Zhangjiagan en la provincia de Jiangsu, tiene el mismo nombre en chino que el que se conoce en inglés como el río Yangtze. Con esfuerzo minucioso, los residentes promocionan su aldea como una "ventana" en el delta del río, llamándola "la famosa flor del río Yangtze".

## Características orbitales
Changjiangcun está situado a una distancia media del Sol de 1,935 ua, pudiendo alejarse hasta 2,135 ua y acercarse hasta 1,735 ua. Su excentricidad es 0,103 y la inclinación orbital 27,09 grados. Emplea 983,484 días en completar una órbita alrededor del Sol.

## Características físicas
La magnitud absoluta de Changjiangcun es 14,2. Tiene 8,242 km de diámetro y su albedo se estima en 0,048. 